# Abdi Farah Shirdon
Abdi Farah Shirdon (arab. عبدي فارح شردون, ur. 1958 w Dhuusamarreeb) – somalijski przedsiębiorca i polityk, premier Somalii od 17 października 2012 do 21 grudnia 2013.

## Życiorys
Abdi Farah Shirdon urodził się w 1958 w mieście Dhusamareeb w regionie Galguduud w środkowej Somalii. W 1983 ukończył ekonomię na Somali National University w Mogadiszu. W latach 1983–1985 pracował w Ministerstwie Finansów w czasie rządów prezydenta Siada Barre.
Po odejściu z pracy w administracji rozpoczął prywatną działalność gospodarczą. Po obaleniu Siadda Barre w 1991 i wybuchu wojny domowej wyjechał do Nairobi, gdzie założył firmę handlową.
6 października 2012 nowo wybrany prezydent Hassan Sheikh Mohamud desygnował go na stanowisko premiera Somalii. Mianowane kandydatem osoby pochodzącej spoza opartego na podziałach klanowych środowiska politycznego przez prezydenta również niewywodzącego się z klasy politycznej, spotkało się z pozytywnymi komentarzami zagranicznych komentatorów i organizacji. 17 października 2012 Federalny Parlament Somalii zatwierdził go na stanowisku szefa rządu. Otrzymał 215 głosów poparcia spośród 275.
Abdi Farah Shirdon Saaid jest żonaty z Ashą Hagi, somalijską działaczką na rzecz praw kobiet.
2 grudnia 2013 somalijski parlament uchwalił wotum nieufności wobec gabinetu Saaida stosunkiem głosów 184-64. Jego następcą został Cabdiwali Sheekh Axmed, zaprzysiężony na stanowisku 21 grudnia 2013.